# IV Międzynarodowy Wyścig Tatrzański 1931
IV Międzynarodowy Wyścig Tatrzański – samochodowo-motocyklowy wyścig górski zorganizowany w Polsce 16 sierpnia 1931 roku jako piąty i ostatni z serii Wyścigów Tatrzańskich. Udział w nim brało 21 motocykli i 19 samochodów, a w klasyfikacji generalnej zwyciężył niemiecki kierowca Rudolf Caracciola.

## Organizacja i przebieg

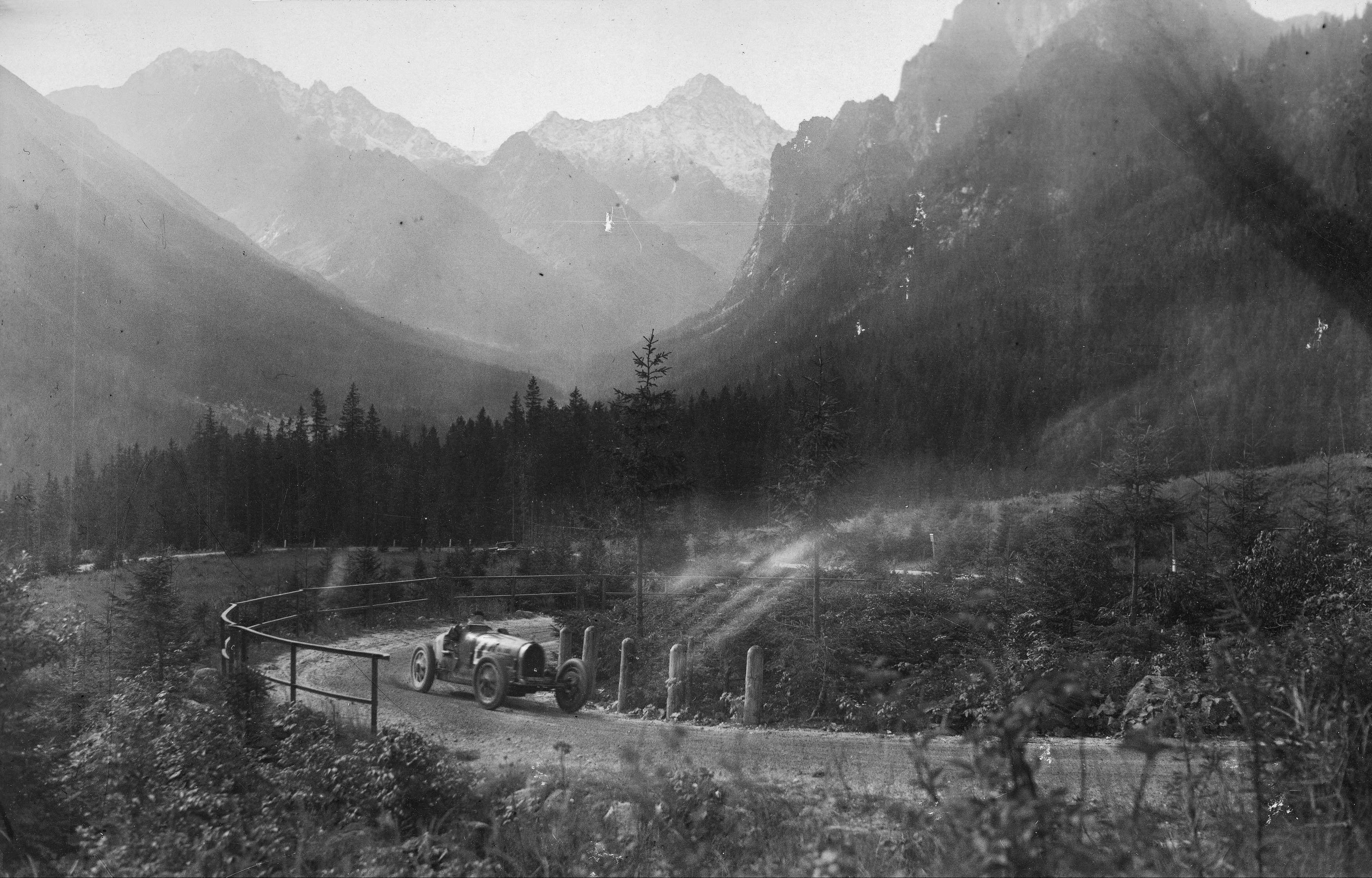
László Hartmann na Bugatti na trasie wyścigu

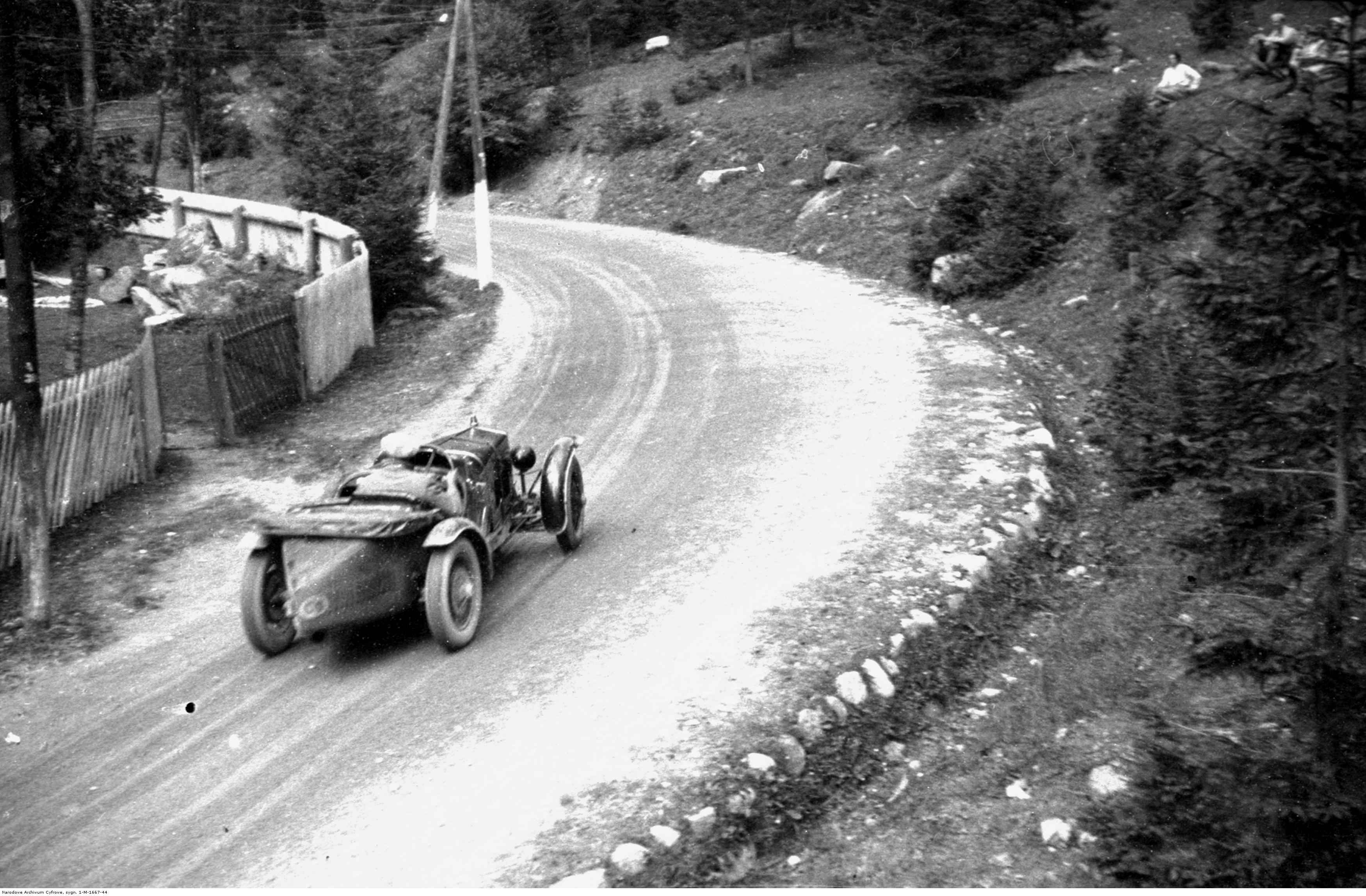
Adolf Szczyżycki na sportowym samochodzie Wikov

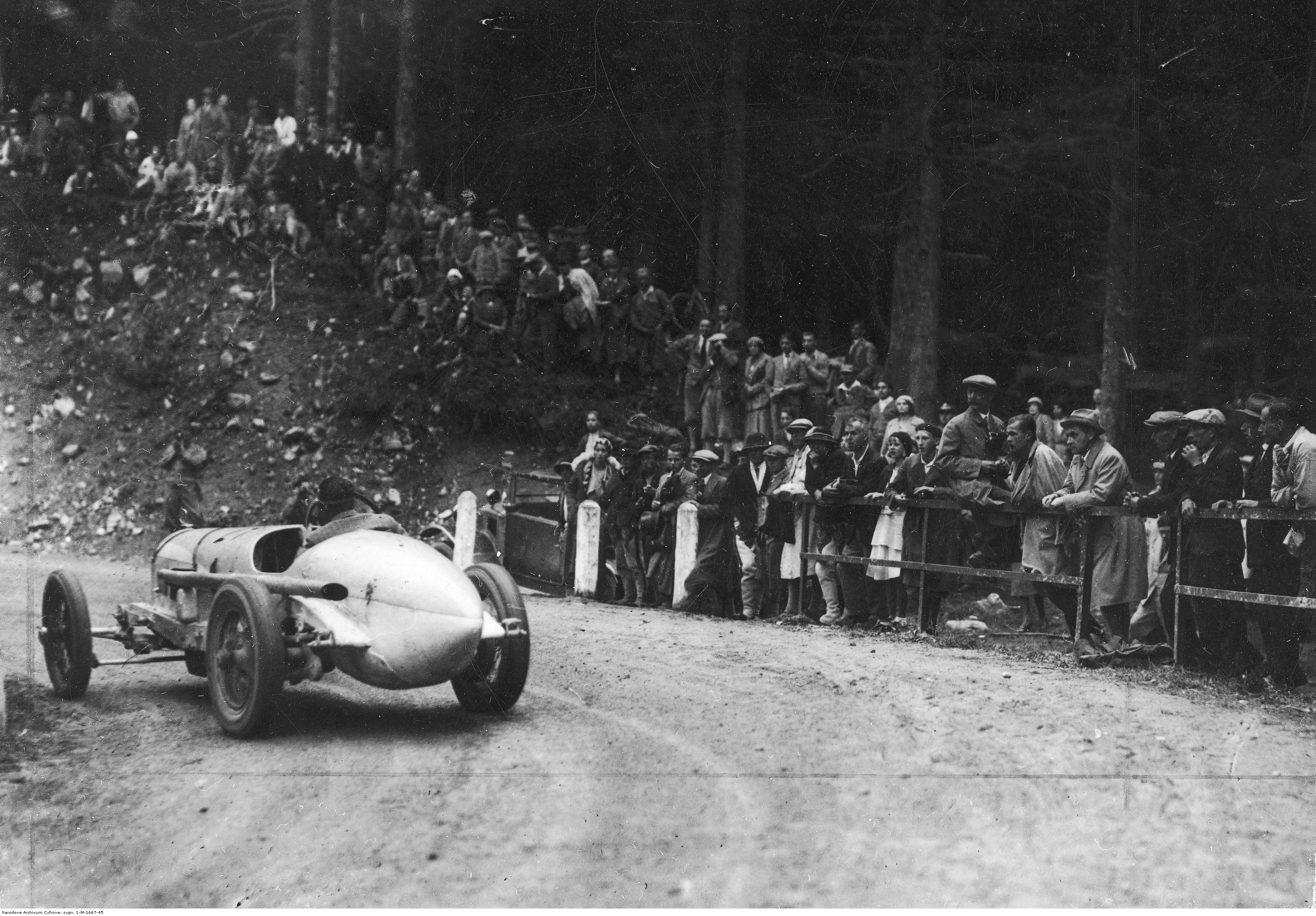
Henryk Liefeldt w wyścigowym Austro-Daimlerze

IV Międzynarodowy Wyścig Tatrzański na szosie z Zakopanego do Morskiego Oka odbył się 16 sierpnia 1931 roku. Był piątym z serii Wyścigów Tatrzańskich i czwartym międzynarodowym. Rozgrywany był w takiej samej formule jak poprzednie wyścigi: samochody i motocykle jechały kolejno na czas ze startu zatrzymanego na trasie o długości 7,5 km, od 21. do 28,5. kilometra trasy. W zakresie samochodów wyścigowych i sportowych był wyścigiem międzynarodowym otwartym, zaliczanym od poprzedniego wyścigu w 1930 roku do zawodów Mistrzostwa Górskiego Europy. W ramach wyścigu zorganizowano także wyścig samochodów turystycznych będący imprezą narodową zamkniętą oraz wyścig motocyklowy zamknięty dla Krakowskiego Klubu Motocyklowego i jego gości. Wyścig spotkał się z większym zainteresowaniem zawodników zagranicznych, których wystartowało aż 12, w tym najbardziej znany wówczas niemiecki kierowca Rudolf Caracciola, będący faworytem zawodów. Liczbę widzów prasa szacowała na około 20 tysięcy i dwa tysiące przybyłych samochodów, a miejsca noclegowe w Zakopanem były przepełnione już przed imprezą. Zarówno liczba zawodników, jak i widzów była większa od ubiegłorocznej. Komandorem zawodów był Bolesław Macudziński, prezes komisji sportowej Krakowskiego Klubu Automobilowego organizującego wyścig .
Samochody były podzielone na kategorie: I – samochodów wyścigowych, II – sportowych i III – turystycznych, a nadto w każdej kategorii podzielone były na klasy zależnie od pojemności silnika. Motocykle były podzielone na cztery klasy w tym dwie z wózkami bocznymi. Udział wzięło 21 motocykli i 19 samochodów, w tym dwa turystyczne, osiem sportowych i dziewięć wyścigowych. Ponadto jeden samochód turystyczny jechał poza konkursem . Ten sam samochód mógł brać tylko raz udział w wyścigu. Liczba zawodników była jednak mniejsza, gdyż książę Jiří Lobkowitz wystawił aż trzy samochody, z czego dwa prowadzone przez siebie . Obowiązkowy trening w postaci co najmniej dwóch przejazdów odbywał się w dniach 13–15 sierpnia 1931 roku.
Wyścig rozpoczął się o godzinie 14.20. Jako pierwsi startowali motocykliści, następnie kolejno samochody turystyczne, sportowe i wyścigowe. Spośród startujących, tylko jeden motocykl nie ukończył wyścigu . Trasa była śliska po całonocnym i porannym deszczu, co spowodowało niewielką liczbę pobitych rekordów, w tym brak pobicia najlepszego czasu zeszłych zawodów. 
W ogólnej klasyfikacji zwyciężył Rudolf Caracciola na Mercedesie ze sprężarką (5 min 29,870 s), bijąc także ogólny rekord samochodów sportowych. Drugi wynik uzyskał Niemiec Max von Arco-Zinneberg na wyścigowym Austro-Daimlerze (5 min 51,630 s), a trzeci, słabszy o jedynie cztery setne sekundy, Polak Stanisław Hołuj (były zawodnik motocyklowy) na wyścigowym Bugatti. Najlepsi polscy zawodnicy z ubiegłych lat: Jan Ripper i Henryk Liefeldt mieli słabsze wyniki, aczkolwiek Liefeledt osiągnął swój najlepszy rezultat na tej trasie. W kategorii turystycznej konkurencja była niewielka, a najlepszy czas uzyskał zawodnik E. Dzierliński jadący poza konkursem, a w konkursie T. Bukowiecki, który w ostatniej chwili zdecydował się wziąć udział w wyścigu i startował na nieprzygotowanym samochodzie, bez treningu. Z motocyklistów najlepszy czas uzyskał Austriak Martin Schneeweiss, który musiał startować dwukrotnie z uwagi na brak pomiaru czasu na mecie za pierwszym razem.

## Wyniki
Z podziałem na klasy :
| Klasa                       | M-ce                        | Zawodnik                    | Samochód                    | Czas (min sek.)             | Prędkość średnia, km/h (uwagi)                                   |
| III. Samochody turystyczne: | III. Samochody turystyczne: | III. Samochody turystyczne: | III. Samochody turystyczne: | III. Samochody turystyczne: | III. Samochody turystyczne:                                      |
| --------------------------- | --------------------------- | --------------------------- | --------------------------- | --------------------------- | ---------------------------------------------------------------- |
| 1500 cm³ (B)                | 1.                          | A. Śroubek                  | Praga-Oświęcim              | 8′30,410″                   | 52,898 km/h (rekord ustalony)                                    |
| 3000 cm³ (H)                | 1.                          | T. Bukowiecki               | Fiat                        | 8′25,800″                   | 53,380 km/h                                                      |
| (F)                         | -                           | Euzebiusz Dzierliński       | Citroën                     | 8′10,475″                   | 55,048 km/h – poza konkursem                                     |
| II. Samochody sportowe:     |                             |                             |                             |                             |                                                                  |
| 1100 cm³ (G)                | 1.                          | Florian Schmidt             | Amilcar                     | 6′30,570″                   | 69,129 km/h                                                      |
| 1500 cm³ (F)                | 1.                          | Adolf Szczyzycki            | Wikov                       | 7′14,070″                   | 62,201 km/h (pobity rekord)                                      |
| 2000 cm³ (E)                | 1.                          | A. Sumiński                 | Alfa Romeo                  | 7′29,830″                   | 60,122 km/h                                                      |
| 3000 cm³ (D)                | 1.                          | Bronisław Frühling          | Bugatti                     | 7′01,030″                   | 64,128 km/h                                                      |
|                             | 2.                          | Jerzy Widawski              | Austro Daimler              | 7′09,045″                   | 62,930 km/h                                                      |
| 5000 cm³ (C)                | 1.                          | L. Hilczyński               | Ford                        | 6′58,205″                   | 64,561 km/h                                                      |
|                             | 2.                          | ks. Jiří Lobkowitz          | Chrysler                    | 8′20,795″                   | 53,914 km/h                                                      |
| 8000 cm³ (B)                | 1.                          | Rudolf Caracciola           | Mercedes-Benz               | 5′29,870″                   | 81,850 km/h (pobity ogólny rekord samochodów sportowych i klasy) |
| I. Samochody wyścigowe:     |                             |                             |                             |                             |                                                                  |
| 750 cm³ (H)                 | 1.                          | E. Markiewicz               | Austin 7                    | 7′09,050″                   | 62,929 km/h (rekord ustalony)                                    |
| 1500 cm³ (F)                | 1.                          | Stanisław Hołuj             | Bugatti                     | 5′51,670″                   | 76,770 km/h                                                      |
|                             | 2.                          | Zdeněk Pohl                 | Bugatti                     | 5′51,735″                   | 76,762 km/h                                                      |
|                             | 3.                          | Jan Ripper                  | Bugatti                     | 6′00,270″                   | 74,943 km/h                                                      |
|                             | 4.                          | E. Frankl                   | Bugatti                     | 6′07″                       | 73,569 km/h                                                      |
| 3000 cm³ (D)                | 1.                          | László Hartmann             | Bugatti                     | 5′53,935″                   | 76,285 km/h (pobity rekord)                                      |
|                             | 2.                          | ks. Jiří Lobkowitz          | Bugatti                     | 6′01,030″                   | 74,786 km/h                                                      |
| 5000 cm³ (C)                | 1.                          | Max von Arco-Zinneberg      | Austro-Daimler              | 5′51,630″                   | 76,785 km/h                                                      |
|                             | 2.                          | Henryk Liefeldt             | Austro-Daimler              | 5′59,060″                   | 75,196 km/h                                                      |
| Motocykle:                  |                             |                             |                             |                             |                                                                  |
| 350 cm³ (A)                 | 1.                          | Jan Bathelt                 | Chater-Lea                  | 6′15,590″                   | 71,886 km/h (pobity rekord)                                      |
|                             | 2.                          | A. Weil                     | AJS                         | 7′15,940″                   | 61,935 km/h                                                      |
|                             | 3.                          | I. Czerniak                 | Raleigh                     | 7′18,230″                   | 61,611 km/h                                                      |
|                             | 4.                          | Rudolf Breslauer            | Coventry Eagle              | 7′25,715″                   | 60,576 km/h                                                      |
|                             | 5.                          | R. Łuszczyński              | Ariel                       | 8′25,110″                   | 53,453 km/h                                                      |
|                             | 6.                          | M. Rudnicki                 | FN                          | 8′31,695″                   | 52,765 km/h                                                      |
|                             | 7.                          | K. Litek                    | DKW                         | 8′47,225″                   | 51,211 km/h                                                      |
| 600 cm³ (B)                 | 1.                          | Martin Schneeweiss          | Rudge                       | 6′03,250″                   | 74,328 km/h (pobity ogólny rekord motocyklowy i klasy)           |
|                             | 2.                          | H. Ludwig                   | Douglas                     | 6′15,310″                   | 71,940 km/h                                                      |
|                             | 3.                          | Czesław Gębala              | Ariel                       | 6′16,830″                   | 71,650 km/h                                                      |
|                             | 4.                          | Albrecht Alvensleben        | Motosacoche                 | 6′25,790″                   | 69,986 km/h                                                      |
|                             | 5.                          | R. Bogusławski              | Rudge                       | 6′30,765″                   | 69,095 km/h                                                      |
|                             | 6.                          | F. Stankiewicz              | Motosacoche                 | 7′01,700″                   | 64,107 km/h                                                      |
|                             | 7.                          | Igo Stieglitz               | Giliet                      | 7′26,145″                   | 50,518 km/h                                                      |
|                             | 8.                          | T. Münnich                  | New Imperial                | 7′52,030″                   | 57,199 km/h                                                      |
|                             | 9.                          | Michał Nagengast            | Rudge                       | 8′26,030″                   | 53,356 km/h                                                      |
|                             | 10.                         | A. Rotwein                  | Gillet                      | 8′38,505″                   | 53,072 km/h                                                      |
|                             | 11.                         | A. Krzyżanowski             | New Imperial                | 9′05,400″                   | 49,504 km/h                                                      |
| Motocykle z wózkami:        |                             |                             |                             |                             |                                                                  |
| do 600 cm³ (D)              | 1.                          | Józef Hennel                | Royal Enfield               | 8′39,005″                   | 52,022 km/h (rekord ustalony)                                    |
| pow. 600 cm³ (E)            | 1.                          | Tadeusz Damski              | BMW                         | 7′16,610″                   | 61,840 km/h (ogólny rekord motocykli z wózkami i kategorii)      |

 Klasyfikacja ogólna samochodów (czołówka) 
| M-ce       | Klasa       | Zawodnik               | Samochód       | Czas (min sek.) | Prędkość średnia, km/h |
| Samochody: | Samochody:  | Samochody:             | Samochody:     | Samochody:      | Samochody:             |
| ---------- | ----------- | ---------------------- | -------------- | --------------- | ---------------------- |
| 1.         | II 8000 cm³ | Rudolf Caracciola      | Mercedes-Benz  | 5′29,870″       | 81,850 km/h            |
| 2.         | I 5000 cm³  | Max von Arco-Zinneberg | Austro-Daimler | 5′51,630″       | 76,785 km/h            |
| 3.         | I 1500 cm³  | Stanisław Hołuj        | Bugatti        | 5′51,670″       | 76,770 km/h            |
| 4.         | I 1500 cm³  | Pohl                   | Bugatti        | 5′51,735″       | 76,762 km/h            |
| 5.         | I 3000 cm³  | László Hartmann        | Bugatti        | 5′53,935″       | 76,285 km/h            |
| 6.         | I 5000 cm³  | Henryk Liefeldt        | Austro-Daimler | 5′59,060″       | 75,196 km/h            |
| 7.         | I 1500 cm³  | Jan Ripper             | Bugatti        | 6′00,270″       | 74,943 km/h            |
| 8.         | I 3000 cm³  | ks. Jiří Lobkowitz     | Bugatti        | 6′01,030″       | 74,786 km/h            |
| 9.         | I 1500 cm³  | E. Frankl              | Bugatti        | 6′07″           | 73,569 km/h            |
| 10.        | II 1100 cm³ | Florian Schmidt        | Amilcar        | 6′30,570″       | 69,129 km/h            |

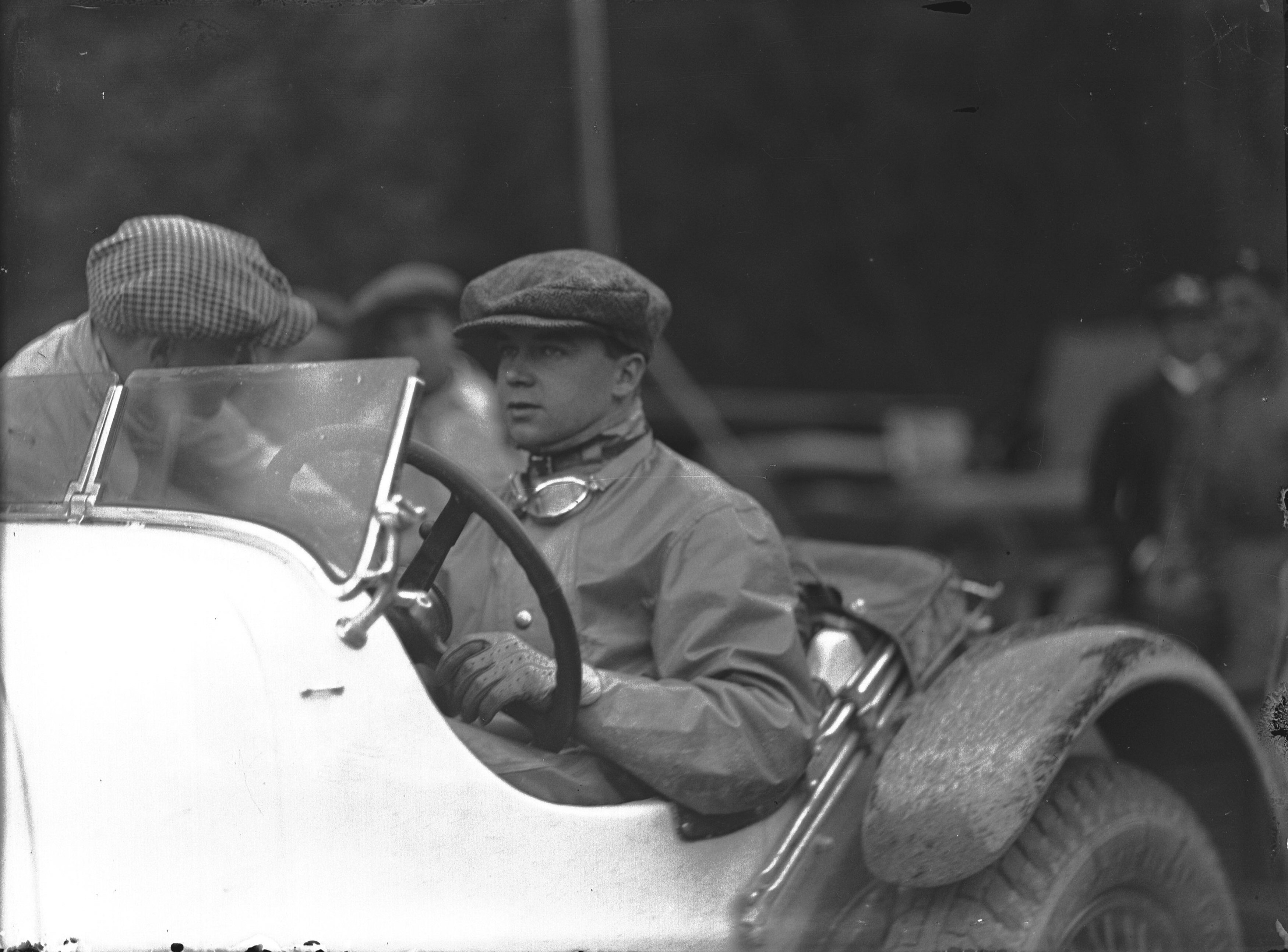
Rudolf Caracciola w trakcie zawodów

Cztery nagrody przechodnie otrzymał Rudolf Caracciola: nagrodę Prezydenta Rzeczypospolitej (kryształ) za najlepszy czas dnia, Wielką Nagrodę Tatr (srebrna waza) za najlepszy czas dnia w kategorii wyścigowej lub sportowej, nagrodę Automobilklubu Polski (antyczny puchar) za największą szybkość dnia i nagrodę Krakowskiego Klubu Automobilowego (srebrny puchar) za najlepszy czas w kategorii wozów sportowych . Ponadto przyznano nagrodę przechodnią w kategorii motocyklowej i 27 nagród indywidualnych lub specjalnych, fundowanych głównie przez firmy . Trzy z nich również otrzymał Caracciola, w tym obraz ufundowany przez Zakopane i puchar od firmy Stomil za najlepszy czas dnia . Wszyscy zawodnicy otrzymali pamiątkowe plakietki .
Przy okazji wyścigu Krakowski Klub Automobilowy zorganizował zjazd turystyczny do Zakopanego pod nazwą „Jazda w Tatry", za udział w którym przyznawano plakietki dla samochodów i motocykli, które przybyły do Zakopanego w dniach 14–16 sierpnia 1931 roku, przejeżdżając przynajmniej 100 km (za opłatą za udział w zjeździe 35 zł).

## Zakończenie
Wyścig w 1931 roku był ostatnim Wyścigiem Tatrzańskim organizowanym na trasie do Morskiego Oka. Kolejny wyścig, który miał się odbyć 21 sierpnia 1932 roku, został odwołany – jako przyczynę wskazano zły stan trasy oraz „katastrofalny stan drogi dojazdowej na odcinku Kraków – Zakopane”. Główny wpływ na zaniechanie imprezy miał kryzys gospodarczy, połączony z polityką polskich władz, które wprowadziły w tym okresie wysokie opłaty od posiadania samochodów na Państwowy Fundusz Drogowy. Spowodowało to wielki spadek liczby sprzedawanych samochodów, jak również spadek liczby samochodów zarejestrowanych w Polsce, a duże firmy samochodowe nie dostarczały już nowych samochodów w celach reklamowych.